# Charles Konan Banny
Charles Konan Banny (ur. 11 listopada 1942 w Divo, zm. 10 września 2021 w Paryżu) – iworyjski polityk, premier Wybrzeża Kości Słoniowej w latach 2005–2007.
Na mocy decyzji Unii Afrykańskiej z 5 grudnia 2005, Banny zastąpił na stanowisku tymczasowego premiera Seydou Diarrę.
Uprzednio sprawował funkcję prezesa Banku Centralnego Państw Afryki Zachodniej.
Kadencja Bannego jako szefa rządu miała upłynąć w październiku 2006, kiedy w kraju miały odbyć się generalne wybory. Jednak wybory zostały przesunięte w czasie o rok, a tym samym mandat prezydenta Laurenta Gbagbo i premiera Bannego został wydłużony do jesieni 2007.
4 marca 2007 siły rządowe podpisały porozumienie z organizacją rebeliantów, Nowymi Siłami, które zapowiadało m.in. powstanie w ciągu pięciu tygodni nowego koalicyjnego rządu. 26 marca 2007 ustalono, że na czele nowego gabinetu stanie Guillaume Soro. 29 marca 2007 prezydent Laurent Gbagbo zdymisjonował Bannego, powołując na urząd premiera Soro.
We wrześniu 2021 roku Konan Banny został ewakuowany do Europy ze względów zdrowotnych. Zmarł w paryskim szpitalu, w wieku 78 lat, na COVID-19.